# E-Motion (videogioco)
E-Motion è un videogioco rompicapo pubblicato nel 1990 da U.S. Gold per Amiga, Amstrad CPC, Atari ST, Commodore 64, DOS e ZX Spectrum, e nel 1991 per Game Boy. Uscì anche con il titolo The Game of Harmony, edito da Accolade negli Stati Uniti, e con il titolo Sphericule solo per Amiga.
È un rompicapo con azione in tempo reale, nel quale si maneggiano sfere che rappresentano particelle subatomiche; sulle confezioni e nelle schermate introduttive di E-Motion è raffigurato Albert Einstein.

## Modalità di gioco
Il gioco consiste in 50 livelli a schermata fissa, che sono ambienti bidimensionali visti dall'alto, dove gli oggetti si possono muovere e urtarsi secondo le leggi della fisica. Quando un oggetto esce da un bordo dello schermo, ricompare dalla parte opposta. Gli oggetti principali sono delle sfere colorate, di tre possibili colori (su Spectrum e Game Boy anziché i colori hanno sopra tre simboli diversi), che devono essere eliminate per passare al livello successivo.
Il giocatore controlla una navicella che può ruotare su sé stessa, accelerare e capovolgersi istantaneamente di 180°. È presente l'inerzia, ma anche l'attrito, per cui la navicella si ferma gradualmente da sola; inoltre si può selezionare una modalità di controllo alternativa in cui il giocatore può anche frenare.
Due giocatori possono partecipare simultaneamente, in cooperazione, con una navicella a testa e l'energia e il punteggio in comune.
La navicella deve urtare le sfere colorate, inizialmente ferme, per spingerle a muoversi. Quando due sfere dello stesso colore si toccano, vengono eliminate. Se invece si toccano due sfere di colore diverso, verrà generata una sferetta piccola del terzo colore; i giocatori la possono raccogliere per recuperare energia, ma se passa troppo tempo la sferetta si trasforma in una sfera normale che si aggiunge a quelle da eliminare.
Col passare del tempo le sfere pulsano sempre più velocemente, fino a esplodere ed eliminarsi da sole, ma in questo caso si perde energia, e se l'energia termina si perde una vita e il livello va ripetuto da capo.
A complicare le cose, in alcuni livelli le sfere possono essere collegate tra loro da linee elastiche che le fanno attrarre se allontanate o respingere se avvicinate; ogni sfera può essere collegata anche a più sfere e perfino alle navicelle dei giocatori.
Altre complicazioni possibili includono: barriere fisse, sferette presenti fin dall'inizio, sfere spaiate che richiedono la creazione apposita di una nuova sfera.
Ogni quarto livello c'è un livello bonus con istruzioni specifiche su cosa fare per segnare punti.